# Jürgen King
Jürgen King (* 4. März 1963 in Lauterbach) ist ein deutscher Radsportler und mehrfacher Weltmeister im Radball. Er spielte für den Verein RSV Blitz Lauterbach.
Die Brüder Jürgen und Werner King aus Lauterbach bei Schramberg setzten von Mitte der 1980er bis Mitte der 1990er Jahre die Tradition des deutschen Radballs fort und traten als Vertreter der "Lauterbacher Schule" in die Fußstapfen ihrer Vorläufer Karl und Oskar Buchholz. Die Buchholz waren es, die von 1961 bis 1964 den Welttitel in den kleinen Schwarzwaldort holten. 1994 trat Jürgen King aus seiner aktiven Radsportkarriere zurück. Der Bund Deutscher Radfahrer (BDR) berief Jürgen King 2001 zum Bundestrainer.

## Sportliche Erfolge
- 1. Platz bei der Weltmeisterschaft 1991 in Brünn: Jürgen und Werner King
- 1. Platz bei der Weltmeisterschaft 1992 in Zürich: Jürgen und Werner King
- 3. Platz bei der Weltmeisterschaft 1993 in Hongkong: Jürgen und Werner King
- 1. Platz bei der Weltmeisterschaft 1994 in Saarbrücken: Jürgen und Werner King

- 1. Platz World Games 1989
- 3-facher Sieger Europa-Cup
- 4-facher Deutscher Meister und Pokalsieger